# Micah Kogo
Pour les articles homonymes, voir Kogo.
Micah Kipkemboi Kogo, né le 3 juin 1986, est un athlète kényan, spécialiste du 10 000 mètres.

## Biographie
Le 25 août 2006 lors du Mémorial Van Damme à Bruxelles, Micah Kogo a établi son record sur 10 000m avec un temps de 26 min 35 s 63 faisant de lui le 6e performer de tous les temps sur la distance. Le 1er avril 2007, il réussit la 3e performance de tous les temps sur 10 km route en 27 min 7 s à Brunssum.
Micah Kogo a remporté la médaille de Bronze lors de la Finale des Jeux olympiques de 2008 à Pékin.
En France, il s'est illustré en remportant les éditions 2006, 2007 et 2008 de la Corrida de Houilles.
Par la suite, il réussit à battre le record de Haile Gebreselassie sur 10 km d'une seconde, dans un temps de 27 min 1 s et dit avoir l'intention d'éventuellement passer sous la barre des 27 minutes sur route.

## Palmarès
| Date | Compétition           | Lieu          | Résultat | Épreuve  | Temps          |
| ---- | --------------------- | ------------- | -------- | -------- | -------------- |
| 2006 | Finale mondiale       | Stuttgart     | 6e       | 5 000 m  | 13 min 52 s 51 |
| 2007 | Finale mondiale       | Stuttgart     | 2e       | 5 000 m  | 13 min 39 s 91 |
| 2008 | Jeux olympiques       | Pékin         | 3e       | 10 000 m | 27 min 04 s 11 |
| 2008 | Finale mondiale       | Stuttgart     | 3e       | 5 000 m  | 13 min 23 s 37 |
| 2009 | Championnats du monde | Berlin        | 7e       | 10 000 m | 27 min 26 s 33 |
| 2009 | Finale mondiale       | Thessalonique | 2e       | 5 000 m  | 13 min 29 s 76 |

### Records
| Épreuve  | Performance     | Lieu      | Date            |
| -------- | --------------- | --------- | --------------- |
| 5 000 m  | 13 min 00 s 77  | Stockholm | 25 juillet 2006 |
| 10 000 m | 26 min 35 s 63  | Bruxelles | 25 août 2006    |
| Marathon | 2 h 06 min 56 s | Chicago   | 13 octobre 2013 |